# Sextus Appuleius (consul in 14)
Sextus Appuleius was een lid van de senatoriale gens Appuleia en afstammeling van Lucius Appuleius Saturninus, de grootvader langs moederskant van triumvir Marcus Aemilius Lepidus.
Tijdens zijn consulaat overleed Augustus en volgde Tiberius hem op. Appuleius was de eerst om trouw te zweren aan deze laatste. 
Appuleius huwde Augustus' nicht Claudia Marcella maior, hij was haar derde echtgenoot. Zij hadden een dochter Appuleia Varilla, die in 17 aangeklaagd werd op gronden van overspel en maiestatis (beledigen van de keizerlijke familie). Hoewel ze werd vrijgesproken, werd haar geliefde Manlius verbannen van Italia naar Africa.